# محمد هاشم وطنوال
محمد هاشم وطنوال (زاده: ۱۳۳۱ خورشیدی ولسوالی ترین‌کوت، ولایت اروزگان - درگذشتهٔ: ۲۶ سرطان/تیر ۱۳۹۰ در کابل) یک سیاستمدار اهل افغانستان بود. او نمایندهٔ مردم ولایت اروزگان در دوره‌های پانزدهم و شانزدهم مجلس نمایندگان افغانستان بود. او در حمله مخالفین مسلح جان محمدخان مشاور رئیس‌جمهور وقت؛ حامد کرزی￼￼ کشته شد.

## زندگی‌نامه
محمد هاشم وطنوال متولد ۱۳۳۱ از روستای طوری ولسوالی ترین‌کوت ولایت اروزگان بود. او تحصیلات خود را در مقطع کارشناسی در دانشکده ساینس دانشگاه کابل به اتمام رسانده بود.

## دیگر فعالیت‌ها
- سرپرست مرکز ساینس.[۱]
- رئیس اداری وزارت معارف.[۱]
- ریاست خانه سازی، وزارت فواید عامه.[۱]
- رئیس اداری وزارت داخله.[۱]

## کشته شدن
دو فرد مهاجم در تاریخ ۲۶ سرطان (تیر) ۱۳۹۰ که بعداً طالبان مدعی شدند از افراد گروهشان هستند، در حمله به منزل جان محمد خان واقع در کارته ۴ در غرب کابل، جان محمد خان و محمد هاشم وطنوال را کشتند.